# Emma Roberts
Emma Rose Roberts (Rhinebeck, New York, 1991. február 10. –) amerikai színésznő. Eric Roberts lánya és Julia Roberts unokahúga. 
Kilencévesen debütált a Betépve című bűnügyi filmben. A színészet mellett énekesnőként is aktív, szólóalbuma 2005-ben jelent meg Unfabulous and More: Emma Roberts címmel.

## Élete és pályafutása
Gyerekkorában sok időt töltött filmek között, mert édesapja és nagynénje is színész. Ezek a tapasztalatok miatt szeretett volna ő is színésznő lenni már ötéves kora óta, szülei tiltakozása ellenére. 
2001-ben debütált a filmvásznon a Betépve című bűnügyi filmben, Johnny Depp lányát alakítva. Még ebben az évben kapott két kisebb szerepet a BigLove és az Amerika kedvencei című filmekben is. 2002-ben ezeket követte A nagy bajnok, a főszereplő nővéreként.
13 évesen tinédzserbálvány lett, a Nickelodeon Nincs mese tévésorozatának köszönhetően, mely 2004 szeptemberében debütált. Alakításáért két alkalommal jelölték Young Artist Award-ra, valamint egyszer a Teen Choice Awards-ra. A sorozatban az általa alakított szereplő gitározik és dalokat ír, ezért felmerült a dolog, hogy Emma is fog egy lemezt készíteni. Az első dal, amit énekelt, a Jéghercegnő című film CD-jére a If I Had It My Way című szám volt. Ezt követte bemutatkozó albuma, az Unfabulous and More: Emma Roberts, melyet 2005. szeptember 27-én adtak ki. Az album a Billboard's Top Heatseekersen 46. helyezést ért el. 
2006-ban két filmje jelent meg: az Aquamarine Sara Paxton és JoJo oldalán, valamint a Minkey, a kémmajom, melyben egy korábbi titkos ügynök elrabolt lányaként szerepel. 2007-ben mutatták be Nancy Drew: A hollywoodi rejtély című filmjét, ebben egy tinédzserdetektívet alakít. Következő filmje a Vadócka volt, Poppy, elkényeztetett gazdag tinilány szerepében, aki csínytevése miatt egy angliai bentlakásos iskolába kerül. 2009 februárjában jelent meg Kutyaszálló című filmje.

## Filmográfia

### Film
| Év   | Magyar cím                       | Eredeti cím                   | Szerep                      | Magyar hang        |
| ---- | -------------------------------- | ----------------------------- | --------------------------- | ------------------ |
| 2001 | Betépve                          | Blow                          | Kristina Sunshine Jung      |                    |
| 2001 |                                  | BigLove (rövidfilm)           | Delilah                     |                    |
| 2001 | Amerika kedvencei                | America's Sweethearts         | lány lila pólóban           |                    |
| 2002 | A nagy bajnok                    | Grand Champion                | nővér                       |                    |
| 2006 | Minkey, a kémmajom               | Spymate                       | Amelia Muggins              |                    |
| 2006 | Aquamarine                       | Aquamarine                    | Claire Brown                | Dögei Éva          |
| 2007 | Nancy Drew: A hollywoodi rejtély | Nancy Drew                    | Nancy Drew                  | Vadász Bea         |
| 2008 | Vadócka                          | Wild Child                    | Poppy Moore                 | Bogdányi Titanilla |
| 2008 | Kuszaságok                       | Lymelife                      | Adrianna Bragg              | Czető Zsanett      |
| 2008 | Niko: Repülj a csillagokig       | The Flight Before Christmas   | Wilma (hangja)              |                    |
| 2009 | Kutyaszálló                      | Hotel for Dogs                | Andi                        | Czető Zsanett      |
| 2009 | Nyerő csapat                     | The Winning Season            | Abbie Miller                | Sipos Eszter Anna  |
| 2010 | 12 – A romlás napjai             | Twelve                        | Molly Norton                |                    |
| 2010 | Valentin nap                     | Valentine's Day               | Grace Smart                 | Bogdányi Titanilla |
| 2010 |                                  | Memoirs of a Teenage Amnesiac | Alice Leeds                 |                    |
| 2010 |                                  | 4.3.2.1.                      | Joanne                      |                    |
| 2010 | Nyomás alatt                     | It's Kind of a Funny Story    | Noelle                      | Bogdányi Titanilla |
| 2010 |                                  | Virginia                      | Jessie Tipton               |                    |
| 2011 | Rokonlelkek                      | The Art of Getting By         | Sally Howe                  | Földes Eszter      |
| 2011 | Sikoly 4.                        | Scream 4                      | Jill Roberts                | Bogdányi Titanilla |
| 2012 | Celeste és Jesse mindörökre      | Celeste and Jesse Forever     | Riley Banks                 | Sallai Nóra        |
| 2013 |                                  | Adult World                   | Amy Anderson                |                    |
| 2013 | Családi üzelmek                  | We're the Millers             | Casey Mathis / Casey Miller | Bogdányi Titanilla |
| 2013 |                                  | Palo Alto                     | April May                   |                    |
| 2013 | Tuti szajré                      | Empire State                  | Nancy Michaelides           | Bogdányi Titanilla |
| 2015 |                                  | I Am Michael                  | Rebekah Fuller              |                    |
| 2015 | Ashby                            | Ashby                         | Eloise                      | Andrusko Marcella  |
| 2015 |                                  | The Blackcoat's Daughter      | Joan Marsh                  |                    |
| 2016 | Idegpálya                        | Nerve                         | Venus "Vee" Delmonico       | Bogdányi Titanilla |
| 2017 |                                  | Who We Are Now                | Jess                        |                    |
| 2018 | Egy nyár, két kapcsolat          | In a Relationship             | Hallie                      | Bogdányi Titanilla |
| 2018 | Milliárdos fiúk klubja           | Billionaire Boys Club         | Sydney Evans                | Czető Zsanett      |
| 2018 | Pizzarománc                      | Little Italy                  | Nicoletta "Nikki" Angioli   | Bogdányi Titanilla |
| 2018 |                                  | Time of Day (rövidfilm)       | önmaga                      |                    |
| 2019 | Paradise Hills                   | Paradise Hills                | Uma                         | Pekár Adrienn      |
| 2019 | Undipofik                        | UglyDolls                     | Wedgehead (hangja)          | F. Nagy Erika      |
| 2020 | Vadászat                         | The Hunt                      | Jóganaci                    | Bogdányi Titanilla |
| 2020 | Alkalmi randevú                  | Holidate                      | Sloane Benson               | Bogdányi Titanilla |
| 2022 |                                  | Abandoned                     | Sara                        |                    |
| 2022 |                                  | About Fate                    | Margot Hayes                |                    |
| 2023 | Talán igent mondok               | Maybe I Do                    | Michelle                    | Bogdányi Titanilla |
| 2024 | Madame Web                       | Madame Web                    | Mary Parker                 | Mikecz Estilla     |
| 2024 |                                  | Space Cadet                   | Tiffany "Rex" Simpson       |                    |

### Televízió
| Év        | Magyar cím                               | Eredeti cím                       | Szerep                     | Megjegyzések                                                   |
| --------- | ---------------------------------------- | --------------------------------- | -------------------------- | -------------------------------------------------------------- |
| 2004–2007 | Nincs mese                               | Unfabulous                        | Addie Singer               | főszereplő (41 epizód)                                         |
| 2004      | Drake és Josh                            | Drake & Josh                      | Addie Singer               | 1 epizód                                                       |
| 2006–2012 | Punk’d – SztÁruló                        | Punk'd                            | önmaga                     | 2 epizód                                                       |
| 2007      |                                          | The Hills                         | önmaga                     | 1 epizód                                                       |
| 2010      | Jonas                                    | Jonas                             | önmaga                     | 1 epizód                                                       |
| 2011      |                                          | Take Two with Phineas and Ferb    | önmaga                     | 1 epizód                                                       |
| 2011      | A nagy házalakítás                       | Extreme Makeover: Home Edition    | önmaga                     | 1 epizód                                                       |
| 2013      | Family Guy                               | Family Guy                        | Amanda Barrington (hangja) | 1 epizód                                                       |
| 2013–2014 | Amerikai Horror Story: Boszorkányok      | American Horror Story: Coven      | Madison Montgomery         | - főszereplő (13 epizód) - magyar hangja: - Bogdányi Titanilla |
| 2014      |                                          | Delirium                          | Lena Haloway               | eladatlan próbaepizód                                          |
| 2014–2015 | Amerikai Horror Story: Rémségek cirkusza | American Horror Story: Freak Show | Maggie Esmerelda           | főszereplő (10 epizód)                                         |
| 2015–2016 | Scream Queens – Gyilkos történet         | Scream Queens                     | Chanel Oberlin             | főszereplő (23 epizód)                                         |
| 2017      | Amerikai Horror Story: Szekta            | American Horror Story: Cult       | Serena Belinda             | 1 epizód                                                       |
| 2018      | Amerikai Horror Story: Apokalipszis      | American Horror Story: Apocalypse | Madison Montgomery         | főszereplő (7 epizód)                                          |
| 2019      | Amerikai Horror Story: 1984              | American Horror Story: 1984       | Brooke Thompson            | főszereplő (9 epizód)                                          |
| 2021      |                                          | RuPaul's Drag Race All Stars      | önmaga / vendég zsűritag   | 1 epizód                                                       |
| 2023–2024 |                                          | American Horror Story: Delicate   | Anna Victoria Alcott       | főszereplő                                                     |

## Díjak és jelölések

### Díjak
- 2007 Young Artist Award - Legjobb előadás egy játékfilmben - Fiatal színésznő; Aquamarine
- 2007 ShoWest Female Star of Tomorrow

### Jelölések
- 2005 Teen Choice Award - Kiváló TV-s megjelenés - Nő; Unfabulous
- 2005 Young Artist Award - Legjobb megjelenés egy tv-sorozatban - Fiatal színésznő; Unfabulous
- 2005 Young Artist Award - Kiemelkedő fiatal előadóművész egy tv-sorozatban; Unfabulous
- 2006 Young Artist Award - Legjobb fiatal előadás egy tv-sorozatban; Unfabulous
- 2007 Young Artist Award - Legjobb megjelenés egy tv-sorozatban - Fiatal színésznő; Unfabulous
- 2007 Young Artist Award - Legjobb fiatal színésznő tv-sorozatban; Unfabulous
- 2007 Kids' Choice Award - Kedvenc TV színésznő; Unfabulous
- 2007 Teen Choice Award - Kiváló TV színésznő: Vígjáték; Unfabulous
- 2007 Teen Choice Award - Kiváló Film: Nő; Nancy Drew
- 2007 Teen Choice Award - Kiváló Filmszínésznő: Vígjáték; Nancy Drew